# Rue Sivel
La rue Sivel est une voie du 14e arrondissement de Paris, en France.

## Situation et accès
La rue Sivel est une voie publique située dans le 14e arrondissement de Paris. Elle débute au 15, rue Liancourt et se termine au 12, rue Charles-Divry.
Le quartier est desservi par la ligne de métro 4 à la station Mouton-Duvernet.

## Origine du nom

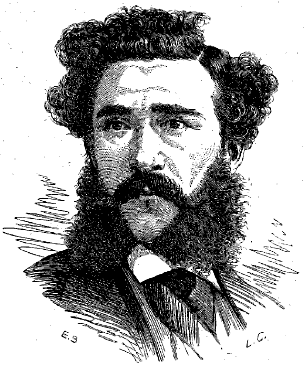
Théodore Sivel.

Elle a pris ce nom en hommage à l'aéronaute Théodore Sivel, mort avec Joseph Croce-Spinelli au cours d'une ascension aérostatique en 1875.

## Historique
La voie est ouverte en 1895 et prend sa dénomination actuelle par arrêté du 26 juillet 1896. 

## Bâtiments remarquables et lieux de mémoire
- C'est dans cette rue qu'est située la charcuterie d'Edmond Batignole dans le film de Gérard Jugnot, Monsieur Batignole, sorti en août 2001.